# 里昂美术馆
里昂美术馆（Musée des beaux-arts de Lyon）是法国城市里昂的市立美术馆，位于沃土广场南侧17和18世纪的原本笃会修道院建筑内。自从1988年到1998年的大修之后，一直对游客开放。其藏品从古埃及文物到现代艺术，是欧洲最重要的美术馆之一。

## 藏品

### 绘画
绘画部收藏14到20世纪中叶的欧洲绘画。
- 17和18世纪法国绘画：尼古拉·普桑、亚森特·里戈、弗朗索瓦·布歇、让-巴蒂斯特·格勒兹
- 19世纪法国绘画：让·奥古斯特·多米尼克·安格尔、杰利柯、欧仁·德拉克罗瓦、让-巴蒂斯特·卡米耶·柯洛、居斯塔夫·库尔贝、奥诺雷·杜米埃、克劳德·莫奈、卡米耶·毕沙罗、居斯塔夫·莫罗,埃德加·德加、皮埃尔-奥古斯特·雷诺阿、爱德华·马奈、保罗·塞尚、保罗·高更、文森特·梵高等
- 15到18世纪意大利和威尼斯绘画：保罗·委罗内塞、丁托列托
- 17世纪西班牙绘画：埃尔·格雷考,
- 16和17世纪德国、佛兰德斯和荷兰绘画：老卢卡斯·克拉纳赫、伦勃朗、彼得·保罗·鲁本斯、安东尼·凡·戴克、雅各布·乔登斯,
- 20世纪绘画：乔治·布拉克

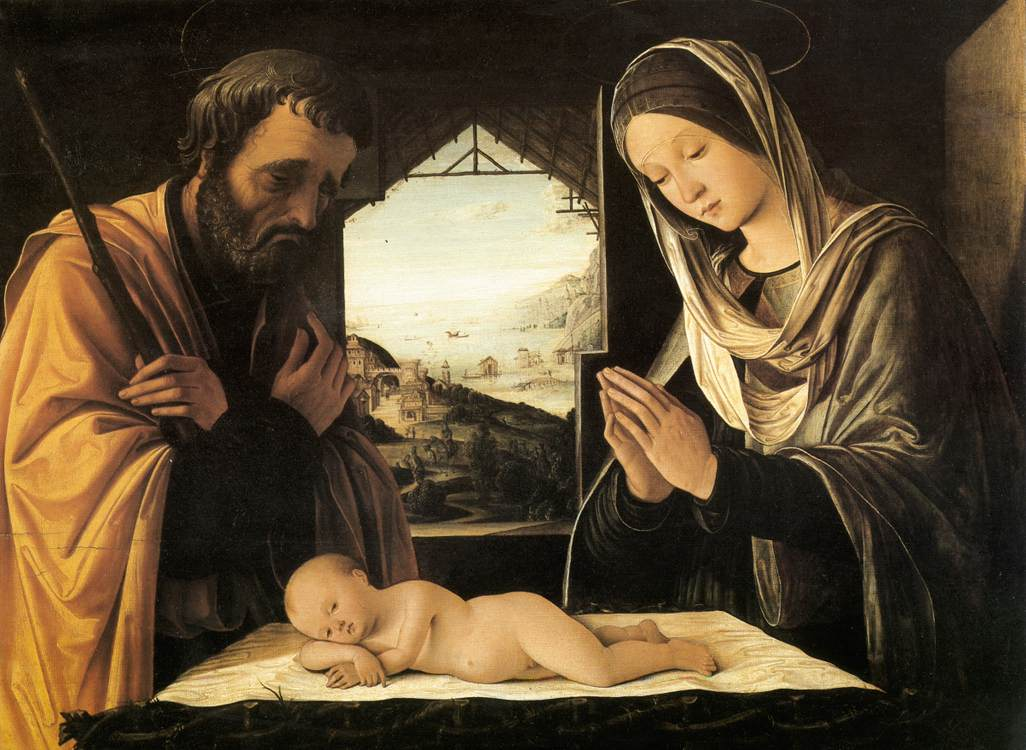
基督降生
圣母子与天使
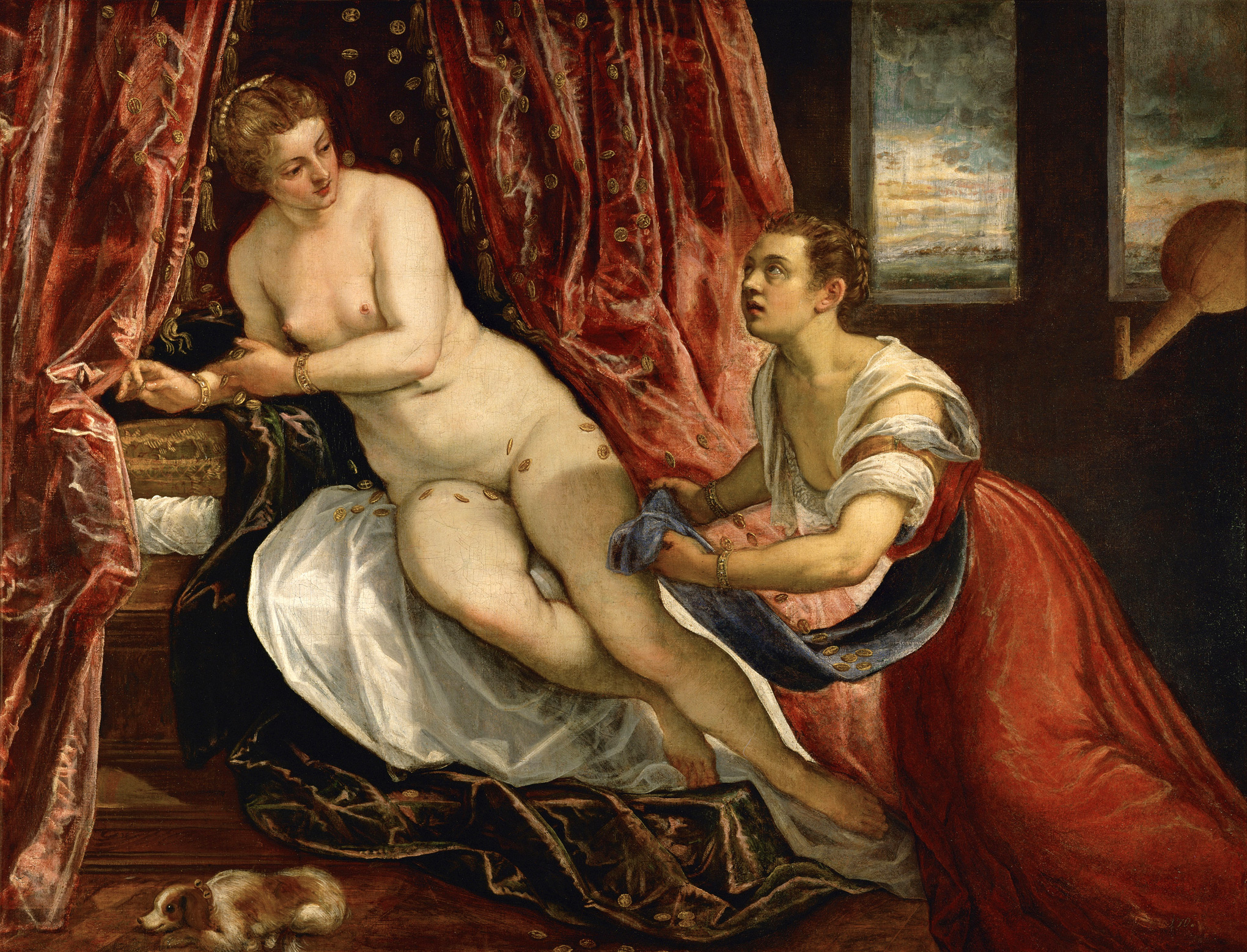
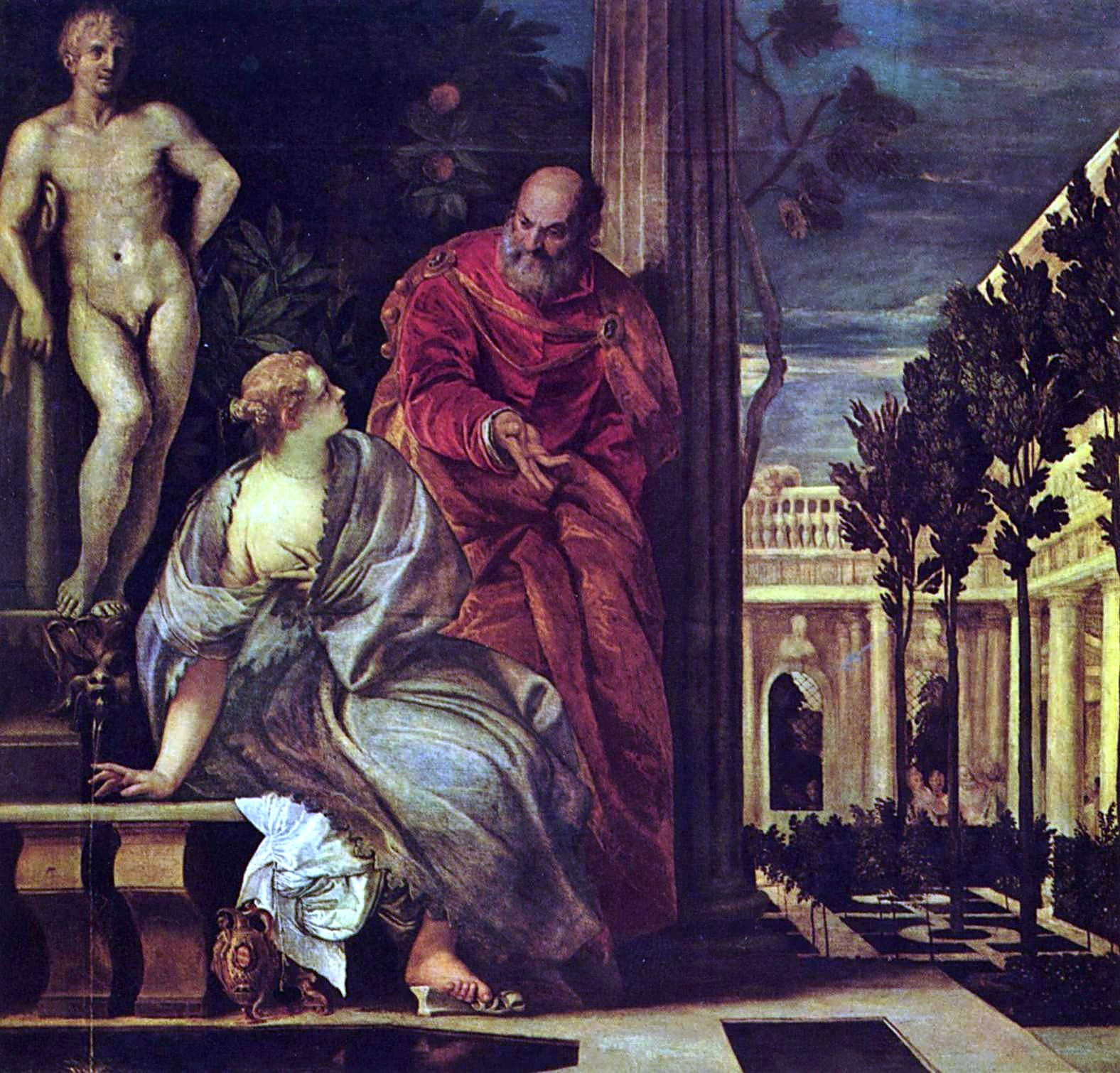
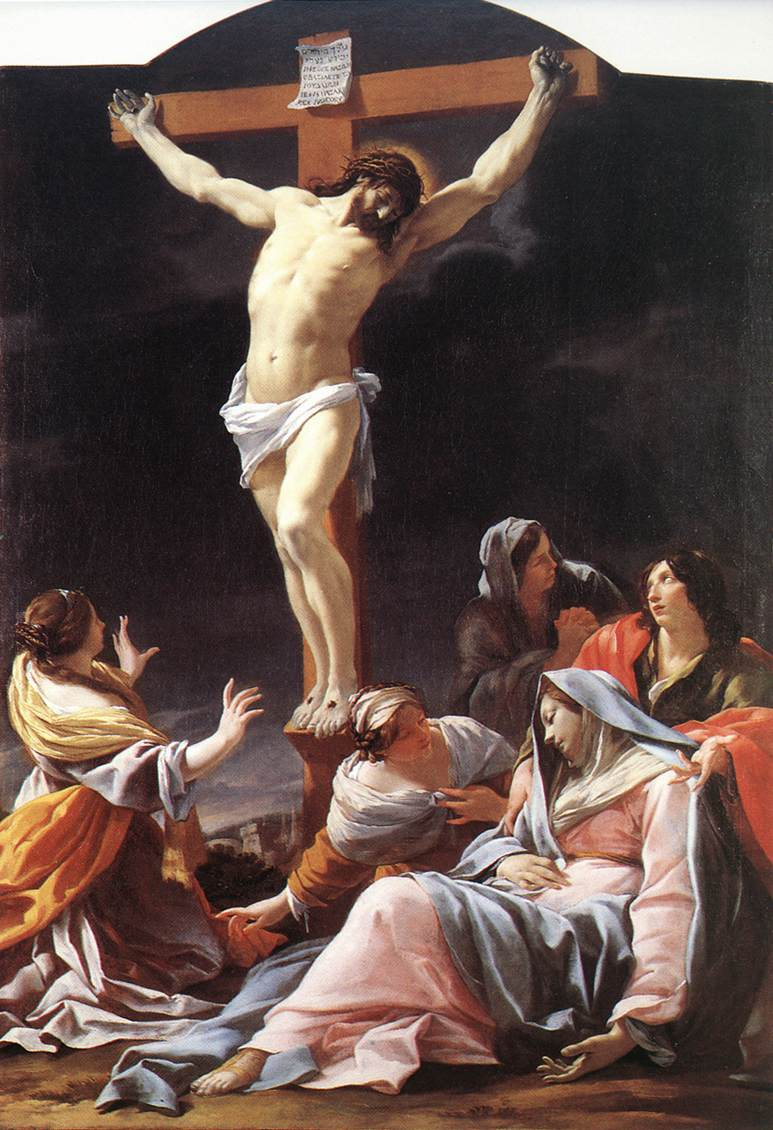
基督受难，
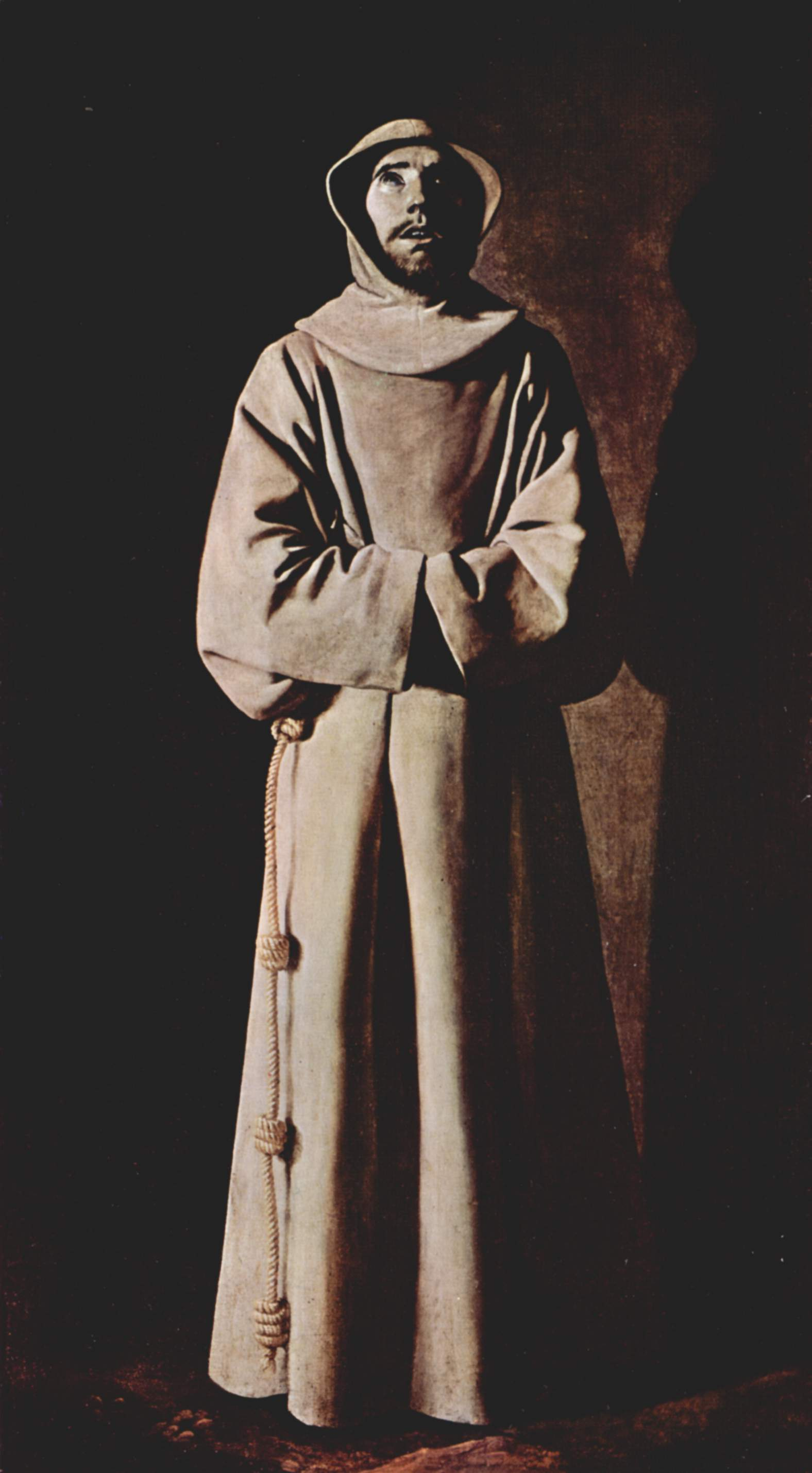
圣方济各
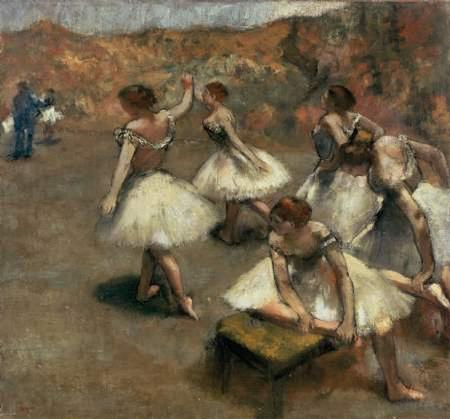
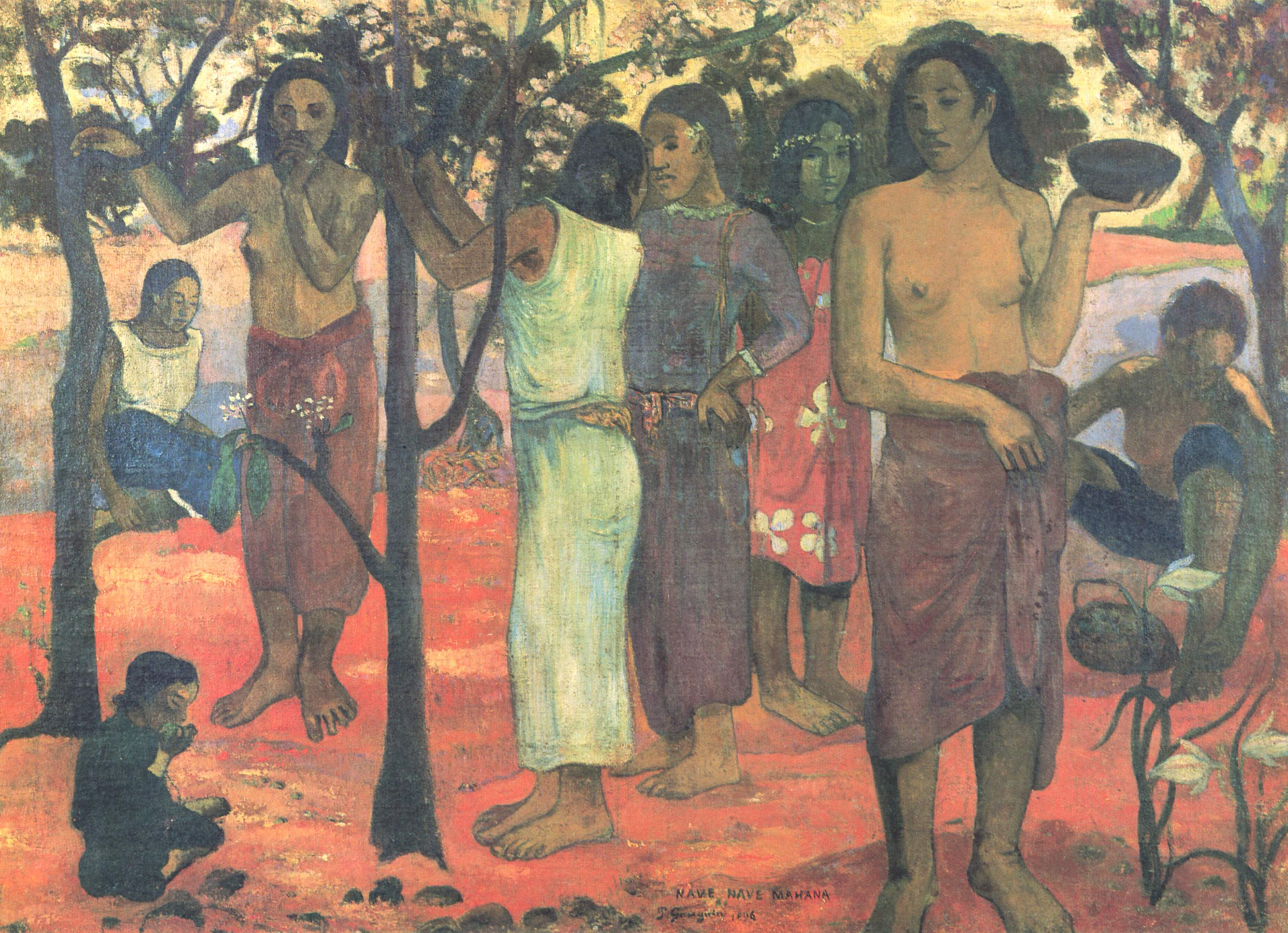